# Wyckoff Township
Wyckoff Township ist ein Township im Bergen County im US-Bundesstaat New Jersey. Das U.S. Census Bureau hat bei der Volkszählung 2020 eine Einwohnerzahl von 16.585 ermittelt.

## Geographie
Nach den Angaben des United States Census Bureaus hat die Stadt eine Gesamtfläche von 17,0 km², wovon 17,0 km² Land- und 0,1 km² (0,30 %) Wasserfläche ist.

## Geschichte
Der National Park Service weist für Wyckoff Township 15 Gebäude im National Register of Historic Places (NRHP) aus (Stand 25. Dezember 2018), darunter Terhune House.

## Demographie
Nach der Volkszählung von 2000 gibt es 16.508 Menschen, 5.541 Haushalte und 4.632 Familien in der Stadt. Die Bevölkerungsdichte beträgt 973,1 Einwohner pro km2. 94,54 % der Bevölkerung sind Weiße, 0,47 % Afroamerikaner, 0,15 % amerikanische Ureinwohner, 3,70 % Asiaten, 0,01 % pazifische Insulaner, 0,45 % anderer Herkunft und 0,68 % Mischlinge. 2,28 % sind Latinos unterschiedlicher Abstammung.
Von den 5.541 Haushalten haben 42,4 % Kinder unter 18 Jahre. 75,7 % davon sind verheiratete, zusammenlebende Paare, 5,8 % sind alleinerziehende Mütter, 16,4 % sind keine Familien, 14,8 % bestehen aus Singlehaushalten und in 8,9 % wohnen Menschen älter als 65 Jahre. Die Durchschnittshaushaltsgröße beträgt 2,89, die Durchschnittsfamiliengröße 3,22 Personen.
28,3 % der Bevölkerung ist unter 18 Jahre alt, 4,3 % zwischen 18 und 24, 25,4 % zwischen 25 und 44, 26,2 % zwischen 45 und 64 sowie 15,8 % älter als 65. Das Durchschnittsalter beträgt 41 Jahre. Das Verhältnis Frauen zu Männern beträgt 100:91,3, für Menschen älter als 18 Jahre beträgt das Verhältnis 100:87,5.
Das jährliche Durchschnittseinkommen der Haushalte beträgt 103.614 USD, das Durchschnittseinkommen der Familien 117.864 USD. Männer haben ein Durchschnittseinkommen von 87.850 USD, Frauen eines von 51.929 USD. Das Prokopfeinkommen der Stadt beträgt 49.375 USD. 1,8 % der Bevölkerung und 1,1 % der Familien leben unterhalb der Armutsgrenze, davon sind 1,3 % Kinder oder Jugendliche jünger als 18 Jahre und 1,9 % der Menschen älter als 65.

### Bevölkerungsentwicklung
- 1920 – 1.071 Einwohner
- 1930 – 3.001 Einwohner
- 1940 – 3.847 Einwohner
- 1950 – 5.590 Einwohner
- 1960 – 11.205 Einwohner
- 1970 – 16.039 Einwohner
- 1980 – 15.500 Einwohner
- 1990 – 15.372 Einwohner
- 2000 – 16.508 Einwohner
- 2010 – 16.696 Einwohner
- 2020 – 16.585 Einwohner

## Söhne und Töchter der Stadt
- Gertrude Ederle (1905–2003), die erste Frau, die den Ärmelkanal durchschwamm
- Nancy Hower (* 1966), Schauspielerin
- Tara Reid (* 1975), Schauspielerin
- Danny Tamberelli (* 1982), Schauspieler
- Katrina Bowden (* 1988), Schauspielerin
- Kevin (* 1987), Joe (* 1989) und Nick Jonas (* 1992), allesamt Sänger der Gruppe Jonas Brothers